# Добромысловский сельсовет
Добромы́словский сельсове́т - сельское поселение в Идринском районе Красноярского края.
Административный центр - посёлок Добромысловский.

## Население
| 2010 | 2012 | 2013 | 2014 | 2015 | 2016 | 2017 |
| ---- | ---- | ---- | ---- | ---- | ---- | ---- |
| 780  | ↘734 | ↘698 | ↘679 | ↘642 | ↘616 | ↘610 |

## Состав сельского поселения
| № | Населённый пункт | Тип населённого пункта          | Население |
| - | ---------------- | ------------------------------- | --------- |
| 1 | Добромысловский  | посёлок, административный центр | 443       |
| 2 | Колдыбай         | деревня                         | 23        |
| 3 | Майский          | посёлок                         | 155       |
| 4 | Октябрьский      | посёлок                         | 159       |

## Местное самоуправление
Добромысловский сельский Совет депутатов
Дата избрания: 14.03.2010. Срок полномочий: 5 лет. Количество депутатов: 10
Главы муниципального образования
- Замкин Юрий Петрович. Дата избрания: 14.03.2010. Срок полномочий: 5 лет
- с 8 февраля 2015 года - Правдин Олег Николаевич[8]